# Natura non facit saltus
„Natura non facit saltus“ (lateinisch für „Die Natur macht keine Sprünge“) ist eine Grundannahme der antiken Philosophie und Naturwissenschaft seit Aristoteles (bzw. schon seit den Eleaten: altgr. Ἡ φύσις οὐδὲν ποιεῖ ἅλματα). In dieser Form stammt das Axiom von Carl von Linné (1707–1778). Der Gedanke wurde später im biologischen und geologischen Gradualismus aufgegriffen.
Mit dem Satz wird ausgedrückt, dass sich Prozesse bzw. Veränderungen in der Natur nicht sprunghaft und plötzlich – diskontinuierlich – vollziehen, sondern prinzipiell kontinuierlich bzw. stetig. 

## Bedeutung in der Neuzeit
Das Axiom wirkt auch in der abendländischen Naturwissenschaft weiterhin fort. Gottfried Wilhelm Leibniz (1646–1716) und Sir Isaac Newton (1643–1727; Mechanik), beide Entdecker und Entwickler der Infinitesimalrechnung, haben diesen Satz in ihre Betrachtungen eingeschlossen, ebenso Immanuel Kant (1724–1804; Philosophie).
In einer der Formulierungen von Leibniz heißt es etwa:

« Tout va par degré dans la nature, et rien par saut, et cette regle à l'égard des changements est une partie de ma loi de la continuité. »

„In der Natur verläuft alles nach Gradabstufungen und nichts nach Sprüngen, und diese Regel hinsichtlich der Veränderungen ist ein Teil meines Gesetzes der Kontinuität.“

Im Discours véritable de la vie, mort et des os du géant Theutobocus des Jacques Tissot (Lyon 1613) ist ein ähnlicher Gedanke zu finden:

“Natura in operationibus suis non facit saltum.”

„Die Natur macht in ihren Abläufen keinen Sprung.“

Johann Amos Comenius (1592–1671) formulierte in seinem Werk De sermonis Latini studio (1638):

“Natura et Ars nusquam saltum faciunt, nusquam fecerunt.”

„Natur und Kunst machen nirgendwo einen Sprung, haben ihn nirgends gemacht.“

Auch für die neoklassische Ökonomie spielt dieses Axiom eine Rolle. So hat Alfred Marshall das Zitat seinen Principles of Economics (1890) als Motto vorangestellt.

## Erkenntnis in der Moderne
Biologisch diskontinuierliche Veränderungen (Mutationen), insbesondere nach der Theorie des Punktualismus, und das Phänomen des Quantensprungs in der modernen Quantenphysik stellen dieses, im phyletischen Gradualismus zum Ausdruck gebrachte Prinzip in Frage. Da bei beiden Phänomenen die „Sprünge“ im subatomaren und submolekularen Bereich stattfinden, ließe sich unter Ausschluss solcher kleinster Veränderungen der Satz durchaus aufrechterhalten. Allerdings gibt es auch eine Gegenmeinung des Nobelpreisträgers Manfred Eigen:

„Der Zufall hat seinen Ursprung in der Unbestimmtheit dieser Elementarereignisse. […] Unter speziellen Bedingungen kann es aber auch zu einem Aufschaukeln der elementaren Vorgänge und damit zu einer makroskopischen Abbildung der Unbestimmtheit des mikroskopischen Würfelspiels kommen.“

Ohne Quantensprünge, das heißt kleinstmögliche, diskrete Übergänge zwischen Zuständen, gäbe es beispielsweise kein Licht.

## Grammatik
Das lateinische Wort für „Sprung“, saltus, -ūs (langes, unbetontes „ū“ im Gen. Singular sowie im Nominativ und Akkusativ Plural), ist ein Substantiv der u-Deklination und in diesem Axiom ein korrekter Akkusativ Plural. Deshalb sind Formen wie salti (falscher Fall: Nominativ Plural; und falsche Deklination: o-Deklination) oder saltos (falsche Deklination) hinsichtlich Grammatik und Formenlehre inkorrekt.